# Уайльд (фильм)
«Уа́йльд» (англ. Wilde) — биографическая драма о писателе и поэте викторианской эпохи Оскаре Уайльде, экранизация книги Ричарда Эллманна «Оскар Уайльд».

## Сюжет
Действие фильма начинается в Америке, в штате Колорадо. Оскар Уайльд приезжает на серебряный рудник. Его радостно встречают и сообщают, что назвали в честь дорогого гостя открытую сегодня жилу. Уайльд полублагодарит-полушутит: «С нетерпением буду ждать авторских отчислений». После этого он спускается в шахту и прямо там читает лекцию о творчестве Челлини, не сводя при этом глаз с молодого симпатичного шахтёра. Несмотря на специфичность места и публики, лекция имела успех.
Уайльд возвращается в Англию. Он намерен жениться на некоей Констанс Ллойд, дочери королевского адвоката. Уайльду нравится её молчаливость. А будущую свекровь порадовало хорошее приданое будущей невестки. Оскар описывает своей знакомой, которую ласково называет «Сфинкс», будущую семейную жизнь. Ада, (так на самом деле зовут Сфинкса), хорошо зная Уайльда, сочла её слишком скучной для такого человека.
Проходит какое-то время. Констанс рожает Оскару сына. Уайльды выглядят счастливыми, но во время прогулки в парке Оскар признаётся Аде, что не нашёл в браке всего, чего искал. Заодно он представляет Сфинксу нового знакомого — очаровательного юношу Роберта Росса, который временно живёт в семье Уайльдов, пока его родственники путешествуют по Европе.
Некоторое время спустя. Вечер. Констанс, уже беременная вторым ребёнком, отправляется спать. Она просит Уайльда и Росса не засиживаться. Роберт просто хочет выкурить ещё одну сигарету. Уайльд поднимается вслед за женой в её спальню, желает спокойной ночи ей и сыну, целует благоверную и снова спускается в гостиную. Роберт ещё там. Он заводит с Уайльдом пространный разговор о платонической любви, который заканчивается страстными поцелуями и объятиями.
С той ночи Оскар стал вести двойную жизнь. Он любил, по-своему, жену, и особенно детей (Констанс родила ещё одного мальчика — Вивиана), но уже не мог отказать себе в свиданиях с Робби. Вскоре в поле зрения Уайльда появляется ещё один юноша — Джон Грей. Он сын плотника, но привлекателен и неглуп. Как-то после выставки Оскар приглашает его пообедать. Заканчивается обед страстной ночью любви.
Новые увлечения подпитали творческие силы Уайльда. Он пишет как заведённый. Появляются его роман «Портрет Дориана Грея», вызвавший скандал, и комедия «Веер леди Уиндермир». На её премьере Оскар знакомится с Альфредом Дугласом — юношей неземной красоты. Тот в восторге от пьесы и приглашает Оскара прочесть лекции в своем колледже, правда, признаётся, что его должны скоро отчислить. Уайльд удивляется, как можно быть столь жестоким к такому красивому юноше, но соглашается приехать. Он ведь тоже учился в Колледже Магдалины и может посетить его на правах знаменитого выпускника. Но ещё до приезда Оскар помогает Альфреду решить довольно деликатную проблему — выкупить письмо у шантажиста.
Спустя некоторое время Уайльд приезжает в Колледж Магдалины. По этому случаю студенты устраивают небольшой праздник. Альфред развлекает Оскара пением, а ночь они проводят вместе.
Новый роман принес Уайльду больше проблем, чем радостей. Альфред (или «Бози», как его называли близкие) мешал ему работать, требовал подарков, устраивал скандалы, ревновал (даже к продажным мальчикам). Последней каплей стало то, что Бози отказался подать больному Уайльду стакан воды и даже разбил хрустальный графин, а сам уехал развлекаться. Оскар решил бросить проблемного любовника, но тут случилось страшное. При загадочных обстоятельствах погиб старший брат Бози — Френсис. Юношу, несмотря на то, что тот был помолвлен, подозревали в любовной связи со своим начальником — министром иностранных дел. Бози был убит горем и поклялся отомстить отцу — маркизу Куинсберри, которого винил в том, что тот довел Френсиса до самоубийства. Орудием мести должен был стать Уайльд, который вовсе не горел желанием становиться между отцом и сыном.
Жизнь Оскара постепенно превращалась в ад. Он почти не виделся с семьёй. Куинсберри преследовал его и чуть не устроил скандал на премьере очередной пьесы Уайльда- «Как важно быть серьёзным» (Оскару удалось закончить её только потому, что Бози после очередной ссоры и по настоянию семьи уехал на некоторое время в Египет)
Наконец Куинсберри оставил карточку с оскорбительной подписью. Бози уговорил Уайльда начать дело о клевете и тот согласился, не вняв разумным советам Робби уехать. На суде Куинсберри предоставил столько улик, что дело о клевете обернулось делом о непристойном поведении против самого Уайльда. Бози рвался выступить в суде, но Оскар запретил ему. Он не хотел, чтобы его возлюбленный попал в тюрьму. Он предпочёл вытерпеть всё один. Когда Оскара вели сквозь толпу, которая кричала «Позор!» и плевала в недавнего кумира, он увидел Робби, который снял перед ним шляпу.
Оскар Уайльд превратился в заключенного С33. Каторжные работы подорвали его здоровье. Констанс навестила его, сообщила, что во Франции поставили «Саломею» (пьесу Уайльда, запрещенную в Англии из-за библейского сюжета), пообещала, что разрешит ему увидеть детей. Но увы, спустя некоторое время выйдя из тюрьмы, Уайльд нашёл лишь её могилу. Ада и Робби как могли поддерживали его, надеялись уберечь от глупостей. Но Уайльд всё равно отправился отыскивать Бози. И нашёл его в Неаполе. Бози вроде был рад видеть Оскара, но в титрах сообщили, что спустя три месяца они расстались.

## В ролях
- Стивен Фрай — Оскар Уайльд
- Джуд Лоу — Лорд Альфред Дуглас (Бози)
- Майкл Шин — Роберт Росс (Robbie Ross)
- Ванесса Редгрейв — Леди Сперанца Уайльд[англ.]
- Дженнифер Эль — Констанция Ллойд Уайльд
- Том Уилкинсон — Маркиз Куинсберри
- Йоан Гриффит — Джон Грей
- Орландо Блум — парень по вызову
- Адам Гарсия — Джонс
- Джуди Парфитт — леди Маунт-Темпл
- Джеймс Д’арси — друг
- Зои Уонамейкер — Ада Леверсон (сфинкс)

## Интересные факты
- Этот фильм — дебют Орландо Блума в кино.